# 卡尼亞達洛斯阿拉莫斯 (新墨西哥州)
卡尼亞達洛斯阿拉莫斯（英語：Cañada de los Alamos）是位於美國新墨西哥州聖菲縣的普查規定居民點。

## 人口
根據2020年美國人口普查的數據，卡尼亞達洛斯阿拉莫斯的面積為9.53平方千米，皆為陸地。當地共有人口421人，而人口密度為每平方千米44.18人。